# Groupe Holder
Groupe Holder SAS is een Franse ondernemingsgroep opgericht door Francis Holder in 1962.
De groep bestaat uit de bedrijven Ladurée, Chateau Blanc, PANAPRO, Panétude-Pandéco, IFH (Institut de Formation Holder) en Paul.
Het hoofdkantoor is gevestigd in Marcq-en Barœul, in de regio Lille, in Frankrijk.

## Merken
Château Blanc was een van de eerste Franse bakkerijen die gespecialiseerd in brood, gebak, viennoiserie en kant-en-klaar producten. Ze richten zich op het gebruik van nieuwe technologieën om ambachtelijke producten te producere. Château Blanc kent vijf productcategorieën: Grand Pain de France, Grande Viennoiserie de France, Grande Pâtisserie de France, Grand Traiteur de France en een lijn afbakbroden voor thuis.
Paul werd opgericht in 1889 en heeft nu meer dan 449 bakkerijen en banketbakkers verspreid over vier continenten. De familie Holder nam de bakkerij in 1953 over en breidde het bedrijf uit, waarbij de naam behouden bleef. Paul streeft ernaar om zich strikt aan de recepten te houden om ervoor te zorgen dat al hun brood vers is en overal ter wereld dezelfde smaak heeft. Paul biedt een breed scala aan brood en gebak, evenals een aantal restaurants.